# Nordwestdeutscher Rundfunk

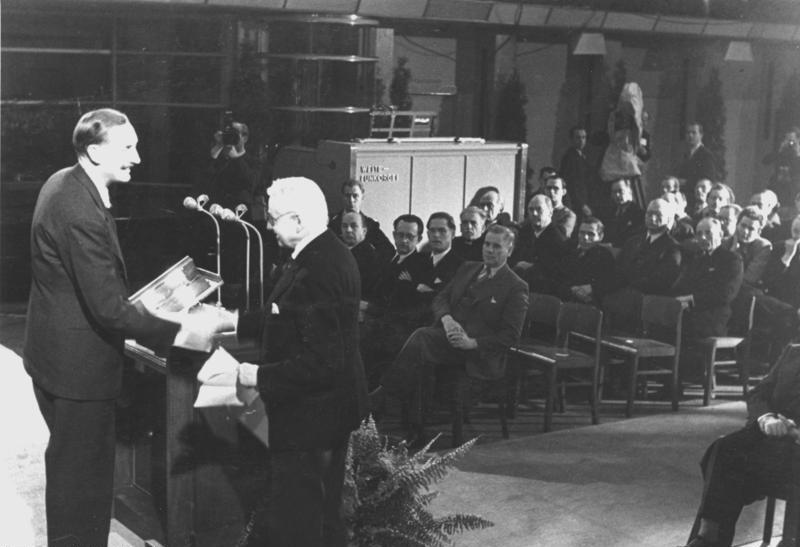
NWDR wird erster „unabhängiger“ deutscher Sender (30. Dezember 1947)

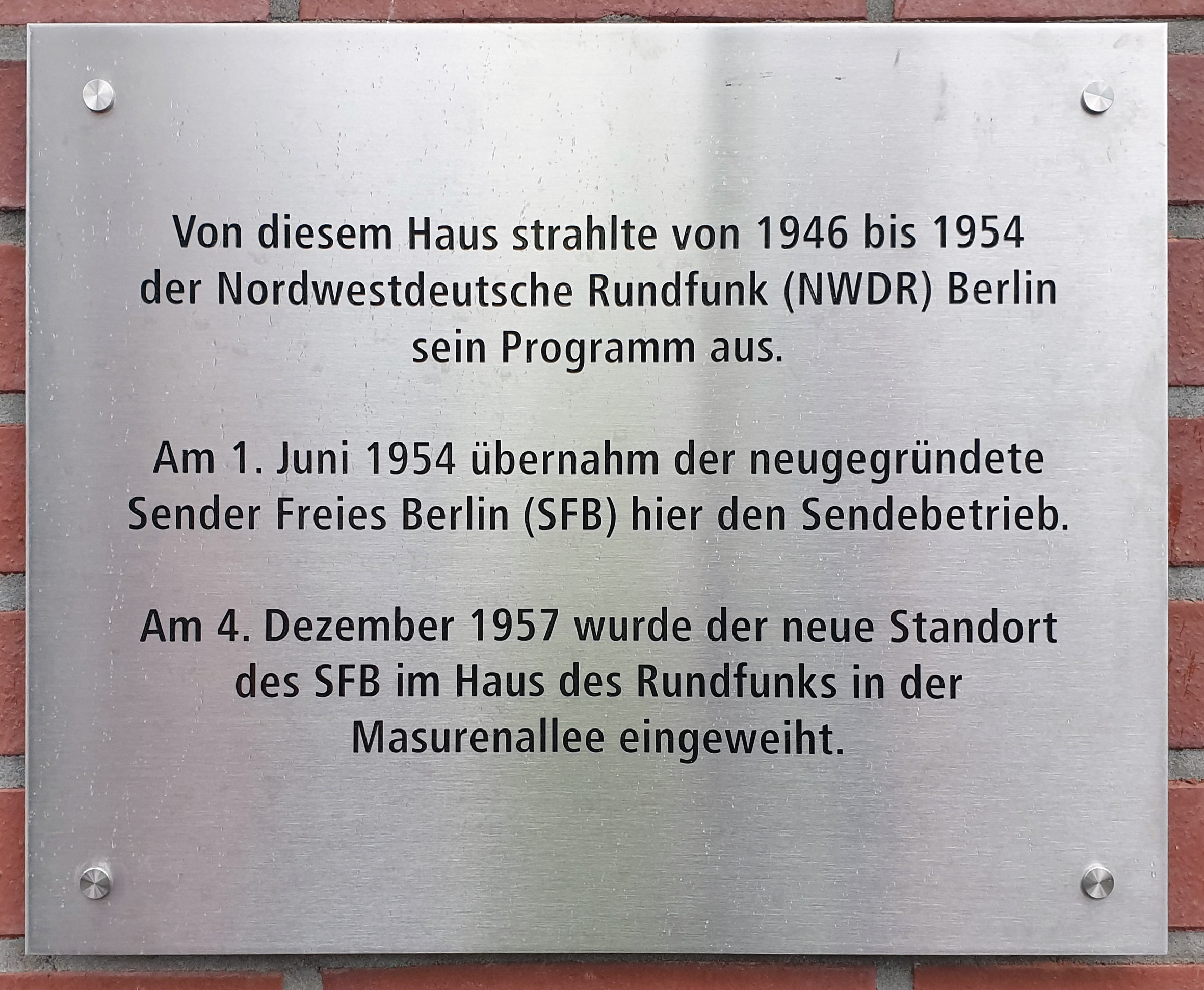
Gedenktafel am Haus, Heidelberger Platz 3, in Berlin-Wilmersdorf

Das Sendegebiet: Die britische Besatzungszone und der britische Sektor von Berlin

Der Nordwestdeutsche Rundfunk (NWDR) war eine deutsche öffentlich-rechtliche Rundfunkanstalt mit Sitz in Hamburg, gegründet zur Versorgung mit Rundfunkprogrammen in den Ländern der britischen Besatzungszone: Hamburg, Niedersachsen, Schleswig-Holstein und Nordrhein-Westfalen sowie den britischen Sektor von Berlin, bis dort Ende 1953 der Sender Freies Berlin gegründet wurde. Der NWDR bestand bis zum Jahreswechsel 1955/56, als aus ihm die beiden selbständigen Rundfunkanstalten NDR und WDR hervorgingen.
Der NWDR war Gründungsmitglied der Arbeitsgemeinschaft der öffentlich-rechtlichen Rundfunkanstalten (ARD).

## Geschichte
Der NWDR geht auf die 1924 in Hamburg gegründete Nordische Rundfunk AG (NORAG) und den daraus entstandenen Großdeutschen Rundfunk zurück. Noch vor der deutschen Kapitulation am Ende des Zweiten Weltkriegs gründete die britische Militärregierung am 4. Mai 1945 zunächst Radio Hamburg. Grundlage war, dass das Sendegebäude an der Rothenbaumchaussee im Stadtteil Harvestehude unzerstört von britischen Truppen eingenommen werden konnte. Hier hatte der Reichssender Hamburg seinen Sitz. Da viele Tontechniker vor Ort waren, konnte nach einer Sendepause von lediglich 23 Stunden der neue, unter britischer Aufsicht agierende Sender Radio Hamburg mit seinem Programm unter gänzlich geänderten Vorzeichen auf Sendung gehen. Am 22. September 1945 wurde der Sender als Nordwestdeutscher Rundfunk (NWDR) unter der Organisation von Hugh Greene die Rundfunkanstalt der gesamten britischen Besatzungszone.

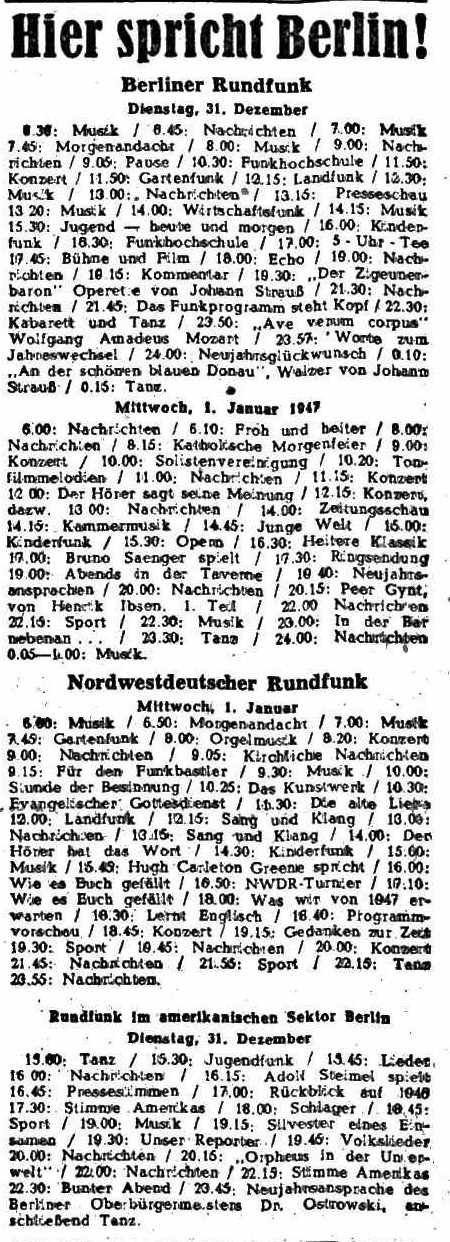
Berliner Rundfunkprogramme Neujahr 1947; auch NWDR

## Unter Besatzungsstatus
Die Verantwortlichen der britischen Besatzungszone verfolgten eine Strategie, die die inhaltlichen und journalistischen Qualitäten des deutschen Dienstes der BBC, des Londoner Rundfunks, auf den NWDR übertragen wissen wollten. Dabei galt für den NWDR eine Funktionszuweisung dahingehend, dass der Londoner Rundfunk eine erkennbar englische (oder auch internationale) Haltung zu politischen Themen einnehmen sollte, der NWDR eine erkennbar deutsche.
Wichtigster Organisator in den ersten Nachkriegsjahren war Hugh Carleton Greene, der als Kontrolloffizier der britischen Besatzungsmacht für den Rundfunk agierte. Greenes Einfluss ging dahin, den NWDR zu einem Medium für eine liberal-demokratische Erziehung zu Toleranz und Kompromissfähigkeit werden zu lassen. Nach britischem Vorbild sollte eine staatsferne öffentlich-rechtliche Trägerschaft entstehen, deren Finanzierung durch Gebühren sicherzustellen war.
Am 1. Januar 1948 wurde der NWDR in deutsche Verantwortung übergeben und in eine Anstalt des öffentlichen Rechts für die Länder Hamburg, Niedersachsen, Schleswig-Holstein und Nordrhein-Westfalen umgewandelt. Der erste Generaldirektor war der SPD-Politiker Adolf Grimme. Ihm übergeordnet waren ein siebenköpfiger Verwaltungsrat und ein Hauptausschuss mit 16 Mitgliedern.

## Nach Gründung der Bundesrepublik Deutschland
Zum Funkhaus Hamburg gehörten das Landesfunkhaus Niedersachsen in Hannover sowie von 1950 an Studios in Oldenburg und Flensburg. Dem NWDR-Funkhaus Köln (ab 1952 am Wallrafplatz) unter der Leitung von Hanns Hartmann wurden im Jahr 1949 Studios in Düsseldorf (Landeshauptstadt) und Bonn (Bundeshauptstadt) sowie 1950 in Dortmund (Westfalen) angegliedert. Das Studio Berlin am Heidelberger Platz 3 in Wilmersdorf, aus dem später der Sender Freies Berlin (SFB) hervorging, war dem Generaldirektor in Hamburg direkt unterstellt. Da Bremen und Bremerhaven Exklaven der amerikanischen Besatzungszone waren, entstand in Bremen eine eigene Sendeanstalt, Radio Bremen, die nicht Bestandteil des NWDR wurde.
Der NWDR strahlte anfangs für sein gesamtes Zuständigkeitsgebiet ein einziges Hörfunkprogramm aus, das jedoch auch regionale Landesmagazine enthielt: Rund um die Berolina für Berlin ab Februar 1948, Funkbilder aus Niedersachsen ab Mai 1948, Von Rhein und Ruhr ab August 1948 (Leitung: Peter von Zahn) bzw. Zwischen Rhein und Weser ab April 1950 (Leitung: Werner Höfer) für Nordrhein-Westfalen und Von Land und Meer – Funkbilder ab Mai 1951 (später Von Binnenland und Waterkant) für Schleswig-Holstein. Im April 1950 wurde auf Ultrakurzwelle der Sendebetrieb von zwei regionalen Hörfunkprogrammen aufgenommen, NWDR Nord (UKW Nord, später NDR 2) und NWDR West (UKW West, später WDR 2).
Der NWDR war maßgeblich am Aufbau des Fernsehens in Deutschland beteiligt und startete am 25. Dezember 1952 den täglichen TV-Sendebetrieb (→ Das Erste – Geschichte), vier Tage nach dem Betriebsbeginn des Deutschen Fernsehfunks in Ostdeutschland. In der Versuchszeit vom 27. November 1950 bis zum 24. Dezember 1952 waren bereits 31.188 Minuten Programm ausgestrahlt worden, vom 12. Juli 1950 an auch ein tägliches Testbild. Am 26. Dezember 1952, einen Tag nach Aufnahme des regulären Sendebetriebs, wurde erstmals ein Fußballspiel live offiziell übertragen, FC St. Pauli gegen Hamborn 07 in Hamburg; zuvor wurde im Versuchsprogramm bereits am 24. August 1952 die Begegnung Hamburger SV gegen Altona 93 live übertragen. Der NWDR sendete sein Fernsehprogramm aus dem ehemaligen Flak-Leitbunker auf dem Heiligengeistfeld in Hamburg. 1953 wurde auf dem Gelände des NWDR in Hamburg-Lokstedt das Fernsehhaus in Betrieb genommen. Es war das erste eigens für das Fernsehen eingerichtete Studio in Europa. Intendant des Hamburger Funkhauses war bis zum Ende des Senders Ernst Schnabel.
Aus dem NWDR-Funkhaus Berlin ging Ende 1953 der Sender Freies Berlin (SFB) hervor, der mit einem eigenen Hörfunkprogramm den Sendebetrieb am 1. Juni 1954 für West-Berlin aufnahm.
Im Februar 1955 regelten die Bundesländer Hamburg, Niedersachsen, Schleswig-Holstein und Nordrhein-Westfalen den Rundfunk in ihren Ländern neu. Infolgedessen wurde der NWDR in zwei eigenständige Rundfunkanstalten aufgeteilt. Der Norddeutsche Rundfunk (NDR) mit Sitz in Hamburg sollte künftig für die Länder Hamburg, Niedersachsen und Schleswig-Holstein, der Westdeutsche Rundfunk (WDR) mit Sitz in Köln für das Land Nordrhein-Westfalen Rundfunksendungen produzieren. Am 1. Januar 1956 starteten die beiden neuen Sendeanstalten ihre Hörfunksendungen; bis 1981 beibehalten wurde das 1. Hörfunkprogramm, das einen halben Tag in Köln und einen halben Tag in Hamburg produziert wurde und sich nur stundenweise für Regionalsendungen aufspaltete.
Von 1953 an wurden vom NWDR in den Abendstunden Hörfunkversuchssendungen auf Langwelle durchgeführt. Ab 1956 betrieb der NDR auf der Langwelle den Deutschen Langwellensender, dessen Frequenz 1962 der neu gegründete Deutschlandfunk übernahm.
Den Fernsehbereich für den NWDR übernahm ab 1. April 1956 der Nord- und Westdeutsche Rundfunkverband (NWRV). Seit 1965 sind NDR und WDR auch im Fernsehbereich allein für ihr Sendegebiet zuständig.

### Unterwanderung durch den Geheimdienst
Der Vorläufer des Bundesnachrichtendienstes (BND), die Organisation Gehlen, schleuste während des Kalten Krieges mehrere Agenten in den NWDR ein, um vermeintliche Staatsfeinde im Sender unter Kontrolle zu behalten. Einer der Agenten war August Hoppe, ab 1948 Redakteur und späterer stellvertretender Chefredakteur. Laut Unterlagen aus dem BND-Archiv wurde der NWDR seinerzeit als „Gefahr für die Entwicklung einer gesunden westlichen Demokratie“ eingestuft. Die halbe Führungsspitze des Hauses, so heißt es dort, sei Moskau gegenüber sehr aufgeschlossen, allen voran der Generaldirektor, Adolf Grimme, und der Reporter Peter von Zahn.

## Beliebte Sendungen
Das Radio war in der Nachkriegszeit bis zum Aufkommen des Fernsehens neben der Presse das Leitmedium schlechthin. Informationen frei von ideologischem Anspruch, der Wahrheit verpflichtet, aufbauend auf den demokratischen Prinzipien der englischen Besatzer, durchaus mit Pro und Contra in den Inhalten, war ein Schwerpunkt der politischen Sendungen des NWDR. Auf der anderen Seite hatten Sport, Musik, Kultur und die leichte Unterhaltung ihren Platz. Alles stand unter dem Vorbehalt der Zustimmung der Zensurbehörde. Heitere Sendungen waren für die Menschen der späten 1940er Jahre der Hauptquell öffentlicher Unterhaltung. Diese wurde durch Darsteller wie Will Meyen oder Heinz Erhardt bestritten. Sie moderierten im NWDR gemeinsam die Sendung So was Dummes, die sie mit ihren Albernheiten zum Publikumserfolg machten. Ab 1946 schrieb Erhardt auch die Glosse der Woche für diesen Sender. Auch Der bunte Abend wurde regelmäßig von Erhardt bestritten. Am 10. Februar 1948 hatte zudem sein spaßiges Ritterdrama, eine Art groteske Oper, im NWDR Premiere. Ein weiterer Mitarbeiter in der Musik-Sparte des Senders war ab 1952 Chris Howland mit seiner Sendung Rhythmus der Welt, in der er in seinem typischen Kauderwelsch englische und amerikanische Musik als Diskjockey zum Besten gab.

## Programme
Der NWDR veranstaltete bis 1955 drei Hörfunkprogramme:
- NWDR: gemeinsames Programm über Mittelwelle und UKW für das ganze Sendegebiet
- NWDR Nord (auch bekannt als UKW-Nord): regionales Programm über UKW für Norddeutschland aus Hamburg
- NWDR West (auch bekannt als UKW-West): regionales Programm über UKW für Nordrhein-Westfalen aus Köln

Ferner war der NWDR maßgeblich am Aufbau des Deutschen Fernsehens beteiligt, das am 25. Dezember 1952 als NWDR-Fernsehen startete und das der NWDR bis zu seiner Umwandlung in ein Gemeinschaftsprogramm der Landesrundfunkanstalten am 1. November 1954 federführend betrieb.

## Orchester und Chöre
- NWDR-Sinfonieorchester, 1945 gegründet, heute NDR Elbphilharmonie Orchester
- Rundfunkorchester Hamburg, 1946 gegründet, 1964 aufgelöst
- Rundfunkorchester Hannover des NWDR, heute NDR Radiophilharmonie
- Rundfunkorchester Köln, heute WDR Funkhausorchester
- Radio-Tanzorchester Hamburg, heute NDR Bigband
- NWDR-Chor, heute NDR Vokalensemble
- Kölner Rundfunk-Tanzorchester, heute WDR Big Band
- Kölner Rundfunkchor, heute WDR Rundfunkchor